# 練光超
練光超（1816年—？），福建武平縣人。清朝軍事將領。同武進士出身。
道光十九年己亥科武舉人，道光二十一年（1841年）武科會試中式。道光二十四年（1844年）補殿試，三甲第四十名。以營守備用。官至福建興化營守備。